# 최강 탱커의 미궁 공략
최강 탱커의 미궁 공략(最強タンクの迷宮攻略, The Strongest Tank's Labyrinth Raids)은 키지마 류타가 글을 쓰고 산도가 그림을 그린 일본의 라이트 노벨 시리즈이다. 2018년 7월부터 2021년 2월까지 사용자 제작 소설 출판 사이트 소설가가 되자에서 웹 소설로 연재되었다. 이후 슈후노토모가 인수하여 2019년 4월부터 히어로 문고 각인으로 라이트 노벨로 발매하기 시작했다. 키사라기 마코토가 그린 만화가 스퀘어 에닉스의 2019년 5월 앱 망가 UP!에서 연재를 시작했다. 스튜디오 폴론(Studio Polon)에서 제작한 TV 애니메이션 시리즈로 2024년 1월부터 3월까지 방영되었다.